# Temporada 1951-1952 del FC Barcelona
Les dades més destacades de la temporada 1951-1952 del Futbol Club Barcelona, coneguda com la del Barça de les Cinc Copes, són les següents:

## 1952

### Juliol
- 7 juliol - Un sopar d'homenatge als campions de Lliga, Copa i Copa Llatina té lloc a la sala de festes El Cortijo a la part alta de la Diagonal
- 2 juliol - Milers de barcelonistes aclamen el pas de la caravana amb l'autocar que trasllada els campions de la Copa Llatina des de Mataró fins a Barcelona. Un llarg trajecte pels carrers de la ciutat acaba amb l'ofrena del títol a la Verge de la Mercè i a les autoritats

### Juny
- 29 juny -  Un solitari gol de César dona el títol de la Copa Llatina al Barça. El partit final es disputa al Parc dels Prínceps de París davant el campió francès l'Olympique de Niça. El Barça juga amb samarreta blanca i pantaló blau i els exiliats catalans omplen les grades de senyeres.
- 26 juny - Victòria blaugrana (4-2) en el primer matx de la Copa Llatina enfront del campio italià Juventus FC. Basora (2), Kubala i Manchón són els golejadors del Barça.
- 24 juny - El primer equip del Barça arriba a París per participar en la IV Copa Llatina com a campió d'Espanya, juntament amb l'Sporting de Lisboa, l'Olympique de Niça i la Juventus de Torí.
- 15 juny - El Camp de Les Corts acull un partit internacional amistós amb l'Olympique de Niça en homenatge al llegendari porter Ramon Llorens. El Barça goleja al campió francès per un contundent 8-2
- 2 juny - Amistós al Camp de Les Corts amb el Manchester City FC. Els anglesos són golejats (5-1) per un Barça ple de reserves a causa de l'absència dels internacionals que juguen amb la selecció espanyola

### Maig
- 25 maig -  El Barça assoleix el doblet en proclamar-se campió de Copa. En la final, disputada a l'estadi de Chamartín de Madrid, els blaugrana s'imposen al València (4-2). Els valencians s'avancen amb dos gols de Badenes, però Basora i Vila igualen el marcador i en la pròrroga Kubala i César consoliden la remuntada del Barça

## Plantilla
Fonts:
|     |                          |      | Total | Total | Campionat de Lliga | Campionat de Lliga | Copa del Generalíssim | Copa del Generalíssim | Copa Llatina | Copa Llatina | Copa Eva Duarte | Copa Eva Duarte |
| P   | Jugador                  | País | PT    | Gols  | PT                 | Gols               | PT                    | Gols                  | PT           | Gols         | PT              | Gols            |
| --- | ------------------------ | ---- | ----- | ----- | ------------------ | ------------------ | --------------------- | --------------------- | ------------ | ------------ | --------------- | --------------- |
| POR | Antoni Ramallets         |      | 38    | -53   | 28                 | -40                | 7                     | -9                    | 2            | -2           | 1               | -2              |
| POR | Juan Zambudio Velasco    |      | 2     | -3    | 2                  | -3                 |                       |                       |              |              |                 |                 |
| DEF | Gustau Biosca            |      | 40    |       | 30                 |                    | 7                     |                       | 2            |              | 1               |                 |
| DEF | José María Martín        |      | 31    |       | 22                 |                    | 7                     |                       | 2            |              |                 |                 |
| DEF | Joan Segarra             |      | 16    |       | 16                 |                    |                       |                       |              |              |                 |                 |
| DEF | Francesc Calvet          |      | 12    |       | 11                 |                    |                       |                       |              |              | 1               |                 |
| DEF | Joaquim Brugué           |      | 2     |       | 2                  |                    |                       |                       |              |              |                 |                 |
| DEF | Pedrín                   |      | 0     |       |                    |                    |                       |                       |              |              |                 |                 |
| DEF | Josep Puig "Curta"       |      | 0     |       |                    |                    |                       |                       |              |              |                 |                 |
| MIG | Marià Gonzalvo           |      | 32    | 3     | 25                 | 3                  | 6                     |                       |              |              | 1               |                 |
| MIG | Josep Seguer             |      | 31    | 1     | 21                 | 1                  | 7                     |                       | 2            |              | 1               |                 |
| MIG | Andreu Bosch             |      | 22    |       | 13                 |                    | 7                     |                       | 2            |              |                 |                 |
| MIG | Miklos Szegedi           |      | 7     |       | 6                  |                    |                       |                       |              |              | 1               |                 |
| MIG | Miquel Torra             |      | 3     | 1     | 3                  | 1                  |                       |                       |              |              |                 |                 |
| DAV | Estanislau Basora        |      | 37    | 14    | 27                 | 8                  | 7                     | 4                     | 2            | 2            | 1               |                 |
| DAV | César Rodríguez          |      | 34    | 29    | 24                 | 23                 | 7                     | 5                     | 2            | 1            | 1               |                 |
| DAV | Eduard Manchón           |      | 30    | 12    | 21                 | 9                  | 6                     | 2                     | 2            | 1            | 1               |                 |
| DAV | Laszlo Kubala            |      | 28    | 39    | 19                 | 26                 | 7                     | 12                    | 2            | 1            |                 |                 |
| DAV | Jordi Vila               |      | 25    | 19    | 17                 | 10                 | 7                     | 9                     | 1            |              |                 |                 |
| DAV | Emilio Aldecoa           |      | 23    | 2     | 19                 | 2                  | 2                     |                       | 1            |              | 1               |                 |
| DAV | Mateo Nicolau            |      | 9     | 2     | 9                  | 2                  |                       |                       |              |              |                 |                 |
| DAV | Lluís Aloy               |      | 7     | 3     | 6                  | 3                  |                       |                       |              |              | 1               |                 |
| DAV | Jaime Escudero           |      | 5     |       | 3                  |                    |                       |                       | 2            |              |                 |                 |
| DAV | Tomás Hernández "Moreno" |      | 3     | 2     | 3                  | 2                  |                       |                       |              |              |                 |                 |
| DAV | Joaquim Tejedor          |      | 2     |       | 2                  |                    |                       |                       |              |              |                 |                 |
| DAV | Miquel Ferrer            |      | 1     |       | 1                  |                    |                       |                       |              |              |                 |                 |
| DAV | Josep Canal              |      | 0     |       |                    |                    |                       |                       |              |              |                 |                 |

## Classificació
| Competició            | Pos. | P  | PG | PE | PP | GF | GC | Campió                  |
| --------------------- | ---- | -- | -- | -- | -- | -- | -- | ----------------------- |
| Campionat de Lliga    | 1r   | 30 | 19 | 5  | 6  | 92 | 43 | CF Barcelona            |
| Copa del Generalíssim | C    | 7  | 6  | 0  | 1  | 32 | 9  | CF Barcelona            |
| Copa Llatina          | C    | 2  | 2  | 0  | 0  | 5  | 2  | CF Barcelona            |
| Copa Eva Duarte       | F    | 1  | 0  | 0  | 1  | 0  | 2  | Club Atlético de Madrid |

- Trofeu Martini & Rossi: Campió.

## Resultats
| AMISTÓS                                          |
| ------------------------------------------------ |
| 26-08-51 SANS-BARCELONA 3-8                      |
| 30-08-51 VILAFRANCA-BARCELONA 3-9                |
| 01-09-51 GRANOLLERS-BARCELONA 0-4                |
| 02-09-51 HORTA-BARCELONA 3-5                     |
| 12-09-51 JÚPITER-BARCELONA 3-4                   |
| 27-09-51 BARCELONA-ESPANYOL 3-2                  |
| 10-12-51 TENERIFE-BARCELONA 5-3                  |
| 25-12-51 BARCELONA - NUREMBERG 0-2               |
| 26-12-51 BARCELONA-SANT ANDREU 4-1               |
| 15-01-52 GIMNASTIC - BARCELONA 2-1               |
| 21-02-52 MANRESA - BARCELONA 2-3                 |
| 19-03-52 BARCELONA-MELILLA 11-2                  |
| 25-03-52 DON BENITO - BARCELONA 2-7              |
| 30-03-52 BARCELONA-TERRASSA 5-0                  |
| 01-04-52 BARCELONA - NORDSTERN BASEL 13-1        |
| 22-05-52 TERRASSA-BARCELONA 1-4                  |
| 22-05-52 AMPOSTA-BARCELONA 0-1                   |
| 02-06-52 BARCELONA - MANCHESTER CITY 5-1         |
| 15-06-52 COPA MARTINI ROSSI BARCELONA - NIZA 8-2 |
| 24-06-52 AMPOSTA - BARCELONA 0-1                 |

| Campionat de Lliga |

| 9 setembre 1951 | RCD Espanyol | 1 - 0 | CF Barcelona | Barcelona                                      |  |
| Jornada 1       | Celma 84'    |       |              | Estadi de Sarrià · Zaquiregui Izco (Navarra) · |  |

| 16 setembre 1951 | CF Barcelona | 1 - 0 | Club Atlético de Bilbao | Barcelona                                      |  |
| Jornada 2        | Kubala 66'   |       |                         | Camp de les Corts · Asensi Martín (València) · |  |

| 23 setembre 1951 | Club Atlético de Madrid | 1 - 1 | CF Barcelona | Madrid                                                 |  |
| Jornada 3        | Juncosa 21'             |       | Nicolau 11'  | Estadio Metropolitano · Bienzobas Ocáriz (Guipúscoa) · |  |

| 30 setembre 1951 | CF Barcelona | 1 - 3 | València CF                             | Barcelona                                     |  |
| Jornada 4        | Aloy 17'     |       | Pasieguito 29' · Badenes 73' · Gago 78' | Camp de les Corts · Rivero Lecu (Guipúscoa) · |  |

| 7 octubre 1951 | Real Valladolid CD | 1 - 1 | CF Barcelona | Valladolid                                     |  |
| Jornada 5      | Cánovas 15'        |       | César 35'    | Estadio Municipal de Zorrilla · Aurre Larrea · |  |

| 14 octubre 1951 | CF Barcelona                     | 3 - 1 | Reial Societat | Barcelona                              |  |
| Jornada 6       | Gonzalvo III 11' · César 56' 80' |       | Epi 89'        | Camp de les Corts · García Fernández · |  |

| 21 octubre 1951 | Real Gijón CD                         | 3 - 2 | CF Barcelona          | Gijón                                        |  |
| Jornada 7       | Aretio 6' · Cástulo 75' · Sánchez 87' |       | Torra 36' · César 40' | Estadi El Molinón · Marron Martín (Madrid) · |  |

| 28 octubre 1951 | CF Barcelona                                           | 6 - 1 | RC Deportivo de la Coruña | Barcelona                                     |  |
| Jornada 8       | César 4' 48' 73' · Aloy 14' · Seguer 30' · Aldecoa 79' |       | Vélez 85'                 | Camp de les Corts · Blanco Pérez (Castilla) · |  |

| 4 novembre 1951 | CF Barcelona                                       | 4 - 1 | Real Zaragoza CD | Barcelona                           |  |
| Jornada 9       | Kubala 17' · Aldecoa 79' · Manchón 29' · César 73' |       | Davi 18'         | Camp de les Corts · Trapote López · |  |

| 11 octubre 1951 | Reial Madrid CF                                             | 5 - 1 | CF Barcelona | Madrid                                |  |
| Jornada 10      | Molowny 3' · Cabrera 32' · Pahiño 35' 87' · Roque Olsen 57' |       | Basora 44'   | Estadi Chamartín · García Fernández · |  |

| 18 novembre 1951 | CF Barcelona                           | 6 - 1 | RC Celta de Vigo | Barcelona                           |  |
| Jornada 11       | Kubala 2' 30' 38' 39' 51' · Basora 83' |       | Hermida 66'      | Camp de les Corts · Riñones Ochoa · |  |

| 25 novembre 1951 | Real Santander SD | 0 - 3 | CF Barcelona                        | Santander                                       |  |
| Jornada 12       |                   |       | Vila 80' · Manchón 81' · Kubala 86' | Campos de Sport del Sardinero · Jauregui Anso · |  |

| 2 desembre 1951 | CF Barcelona                                        | 5 - 3 | Sevilla CF                | Barcelona                          |  |
| Jornada 13      | Manchón 25' · Kubala 26' 55' 75' · Gonzalvo III 85' |       | Araujo 12' 15' · Arza 33' | Camp de les Corts · Aurre Larrea · |  |

| 9 desembre 1951 | UD Las Palmas | 0 - 2 | CF Barcelona             | Las Palmas de Gran Canaria                      |  |
| Jornada 14      |               |       | Basora 30' · Manchón 67' | Estadio Insular · Pérez Rodríguez (Andalusia) · |  |

| 16 desembre 1951 | CF Barcelona                        | 3 - 2 | Club Atlético Tetuán    | Barcelona                          |  |
| Jornada 15       | Manchón 36' · Kubala 49' · Vila 75' |       | Julián 13' · Moreno 35' | Camp de les Corts · Rey Martínez · |  |

| 30 desembre 1951 | CF Barcelona  | 2 - 0 | RCD Espanyol | Barcelona                                         |  |
| Jornada 16       | César 32' 80' |       |              | Camp de les Corts · Pérez Rodríguez (Andalusia) · |  |

| 6 gener 1952 | Club Atlético de Bilbao | 0 - 3 | CF Barcelona              | Bilbao                             |  |
| Jornada 17   |                         |       | Basora 49' 87' · Vila 63' | Estadi San Mamés · Riveiro Lecue · |  |

| 13 gener 1952 | CF Barcelona                                               | 5 - 2 | Club Atlético de Madrid   | Barcelona                                          |  |
| Jornada 18    | Manchón 42' · Gonzalvo III 53' · Vila 59' 73' · Basora 83' |       | Méndez 30' · Escudero 88' | Camp de les Corts · Bienzobas Ocáriz (Guipúscoa) · |  |

| 20 gener 1952 | València CF               | 2 - 2 | CF Barcelona | València                                       |  |
| Jornada 19    | Pasieguito 22' · Gago 36' |       | César 8' 78' | Estadi de Mestalla · Blanco Pérez (Castella) · |  |

| 27 gener 1952 | CF Barcelona | 0 - 0 | Real Valladolid CD | Barcelona                                     |  |
| Jornada 20    |              |       |                    | Camp de les Corts · Rivero Lecu (Guipúscoa) · |  |

| 3 febrer 1952 | Reial Societat                             | 4 - 2 | CF Barcelona            | Sant Sebastià                       |  |
| Jornada 21    | Igoa 11' · Paz 15' · Epi 74' · Ontoria 89' |       | Manchón 10' · César 76' | Estadi d'Atotxa · Pérez Rodríguez · |  |

| 10 febrer 1952 | CF Barcelona                                                | 9 - 0 | Real Gijón CD | Barcelona                            |  |
| Jornada 22     | Kubala 11' 27' 70' 73' 75' 83' 89' · Manchón 15' · Aloy 36' |       |               | Camp de les Corts · Couso González · |  |

| 17 febrer 1952 | RC Deportivo de la Coruña | 1 - 1 | CF Barcelona | La Corunya                                        |  |
| Jornada 23     | Arsenio Iglesias 20'      |       | Kubala 89'   | Estadi Municipal de Riazor · Iturrioz Larrinaga · |  |

| 24 febrer 1952 | Real Zaragoza CD         | 2 - 4 | CF Barcelona                                 | Saragossa                                 |  |
| Jornada 24     | Zubeldia 20' · Belló 76' |       | Basora 49' · Vila 35' 88' · Riera (p.p.) 43' | Estadio de Torrero · Portillo Fernandez · |  |

| 2 març 1952 | CF Barcelona                 | 4 - 2 | Reial Madrid CF               | Barcelona                                      |  |
| Jornada 25  | Vila 13' · César 36' 56' 74' |       | Roque Olsen 33' · Arsuaga 39' | Camp de les Corts · Rivero Lecue (Guipúscoa) · |  |

| 9 març 1952 | RC Celta de Vigo | 1 - 2 | CF Barcelona  | Vigo                                  |  |
| Jornada 26  | Atienza 9'       |       | César 63' 73' | Estadi de Balaídos · Blanco Quintas · |  |

| 16 març 1952 | CF Barcelona                                              | 7 - 1 | Real Santander SD | Barcelona                                |  |
| Jornada 27   | Moreno 5' · Vila 15' · Kubala 45' 51' 63' · César 59' 81' |       | Nano 33'          | Camp de les Corts · Portillo Fernández · |  |

| 23 març 1952 | Sevilla CF                              | 3 - 0 | CF Barcelona | Sevilla                                 |  |
| Jornada 28   | Gallardo 37' · Domènech 39' · Ayala 71' |       |              | Estadio de Nervión · García Fernández · |  |

| 6 abril 1952 | CF Barcelona                                                | 7 - 0 | UD Las Palmas | Barcelona                            |  |
| Jornada 29   | César 47' 53' 70' · Manchón 54' · Kubala 62' 65' · Vila 89' |       |               | Camp de les Corts · Blanco Quintas · |  |

| 13 abril 1952 | Club Atlético Tetuán    | 2 - 5 | CF Barcelona                                                            | Tetuan                                         |  |
| Jornada 30    | Moreno 44' · Chicha 58' |       | Nicolau 25' · Moreno 30' · Basora 42' · Alarcón (p.p.) 65' · Kubala 85' | Estadio de Varela · Asensi Martín (València) · |  |

| Copa Eva Perón |

| 1 novembre 1951 | Club Atlético de Madrid    | 2 - 0 | CF Barcelona | Madrid                |  |
|                 | Carlsson 3' · Escudero 52' |       |              | Estadi de Chamartín · |  |

| Copa del Generalíssim |

| 17 abril 1952         | Club Atlético de Madrid    | 2 - 4 | CF Barcelona                           | Madrid                                 |  |
| Primera ronda - anada | Pérez Payá 3' · Miguel 38' |       | Kubala 11' 31' · Vila 42' · Basora 69' | Estadio Metropolitano · Blanco Pérez · |  |

| 20 abril 1952           | CF Barcelona                                       | 5 - 1 | Club Atlético de Madrid | Barcelona           |  |
| Primera ronda - tornada | Kubala 13' 51' · Vila 57' · Basora 79' · César 82' |       | Pérez Payá 74'          | Camp de les Corts · |  |

| 27 abril 1952           | CD Málaga | 0 - 7 | CF Barcelona          | Màlaga               |  |
| Quarts de final - anada |           |       | Kubala · César · Vila | Estadi La Rosaleda · |  |

| 4 maig 1952               | CF Barcelona                                            | 6 - 1 | CD Málaga | Barcelona                          |  |
| Quarts de final - tornada | Vila 8' · Kubala 19' 50' · Basora 35' · Manchón 39' 79' |       | Bazán 78' | Camp de les Corts · Blanco Pérez · |  |

| 11 maig 1952       | CF Barcelona          | 5 - 0 | Real Valladolid CD | Barcelona           |  |
| Semifinals - anada | Kubala · Vila · César |       |                    | Camp de les Corts · |  |

| 18 maig 1952         | Real Valladolid CD           | 3 - 1 | CF Barcelona | Valladolid                                                                    |  |
| Semifinals - tornada | Ricardito 27' · Lolo 34' 40' |       | Vila 24'     | Estadio Municipal de Zorrilla · 10.000 espectadors · Marrón Martín (Madrid) · |  |

| 25 maig 1952 | CF Barcelona                                    | 4 - 2 | València CF    | Madrid                                                               |  |
| 17:30 Final  | Basora 40' · Vila 72' · Kubala 96' · César 119' |       | Badenes 1' 28' | Estadi de Chamartín · 80.000 espectadors · Rivero Lecu (Guipúscoa) · |  |

| Copa Llatina |

| 26 juny 1952 | CF Barcelona                             | 4 - 2 | Juventus FC       | París                        |  |
| Semifinals   | Manchón 3' · Basora 24' 56' · Kubala 51' |       | Boniperti 41' 82' | Parc dels Prínceps · Viera · |  |

| 29 juny 1952 | CF Barcelona | 1 - 0 | OGC Nice | París                                 |  |
| Final        | César 80'    |       |          | Parc dels Prínceps · Rey Dos Santos · |  |